# Palliduphantes tricuspis
Espèce
Palliduphantes tricuspis est une espèce d'araignées aranéomorphes de la famille des Linyphiidae.

## Distribution
Cette espèce est endémique d'Algérie. Elle se rencontre dans la wilaya de Skikda.

## Description
Le mâle holotype mesure 1,8 mm.

## Publication originale
- Bosmans, 2006 : Contribution to the knowledge of the Linyphiidae of the Maghreb. Part X. New data on Lepthyphantes Menge (sensu lato) species (Araneae: Linyphiidae). Belgian Journal of Zoology, vol. 136, no 2, p. 173-191 (texte intégral).